# Mickey Aventure
Le Journal de Mickey Aventure ou Mickey Aventure était un magazine français de bande dessinée paraissant tous les quatre mois et publié pour la première fois le 29 décembre 1993.

## Présentation
Le Journal de Mickey Aventure était un numéro hors série du Journal de Mickey, dont sept numéros furent publiés, et qui était destiné aux enfants de 7 à 13 ans.
Le format du Journal était très simple et reposait sur cinq parties :
- le cadeau
- une aventure d'Indiana Ding
- les jeux
- une aventure de Picsou
- l'énigme

Le tableau suivant concentre les informations sur les dates et le format des numéros.
| Numéro | Mois de sortie | Année | Pages | Personnage en couverture | Nombre d'histoire d'Indiana Ding | Nombre d'histoire de Picsou | Cadeau                        |
| ------ | -------------- | ----- | ----- | ------------------------ | -------------------------------- | --------------------------- | ----------------------------- |
| 1      | 29 décembre    | 1993  | 131   | Indiana ding             | 1                                | 1                           | Une plaque d'aventurier       |
| 2      | avril          | 1994  | 131   | Indiana ding             | 1                                | 1                           | Une montre-boussole           |
| 3      | aout           | 1994  | 131   | Indiana ding             | 1                                | 1                           | Un kit d'aventurier           |
| 4      | 15 décembre    | 1994  | 131   | Donald                   | 1                                | 1                           | Une paire de ciseaux de poche |
| 5      | 4 avril        | 1995  | 131   | Indiana ding             | 1                                | 1                           | Une gourde                    |
| 6      | 2 aout         | 1995  | 131   | Indiana ding             | 1                                | 1                           | Une paire de jumelle          |
| 7      | 13 décembre    | 1995  | 131   | Indiana ding             | 1                                | 1                           | Un stylo-sifflet              |

## Séries célèbres (Disney)
- Mickey
- Donald
- Picsou
- Pluto
- Dingo
- Castors Juniors